# Baie Pierre Lejay
Baie Pierre Lejay är en vik i Antarktis. Den ligger i Östantarktis. Frankrike gör anspråk på området.